# Le Treizième Fils du roi d'Erin
Le Treizième Fils du roi d'Erin est un conte merveilleux irlandais recueilli par Jeremiah Curtin dans Myths and Folk-lore of Ireland.

## Résumé
Un roi avait treize fils. Un jour, il vit un cygne chasser l’un de ses treize cygneaux, et un devin lui expliqua que tous les hommes et animaux qui ont treize petits doivent en chasser un, afin de pouvoir bénéficier de la bénédiction des cieux. Le roi ne pouvait se résoudre à choisir l’un de ses fils. Alors, le devin lui conseilla de fermer la porte avant que le dernier fils ne soit rentré ce soir-là. Le dernier fils à rentrer fut l’ainé, Seán Ruadh. Il demanda à son père de lui procurer une tenue pour la route et le roi la lui donna ainsi qu’un cheval noir qui pouvait galoper plus vite que le vent.
Un jour, le fils se vêtit de haillons et fut engagé par un roi pour s’occuper de ses vaches. Le roi lui raconta qu’un urfeist, un serpent de mer, exigeait qu’on lui offre la fille d’un roi tous les sept ans, et que cette année c’était au tour de sa propre fille. De nombreux princes avaient promis de la sauver, mais le roi ne les croyait pas. Le serpent de mer allait venir un jour, pour réclamer son dû, mais il ne savait pas quand.
Trois géants vivaient près des terres du roi. Seán Ruadh faisait paitre les vaches sur leurs terres et il dut combattre chaque jour l’un des géants. Ils lui firent une promesse : lui céder leurs épées de lumière s’il les épargnait. Mais il les tua et leurs serviteurs, devenus libres, lui montrèrent tous leurs trésors. Chaque jour, les vaches donnaient plus de lait qu’elles n’en avaient jamais donné auparavant.
Le quatrième jour, il revêtit les habits noirs du premier géant, prit son cheval noir, et descendit jusqu’au rivage. La princesse y attendait le serpent de mer. Seán Ruadh lui demanda de garder sa tête sur ses genoux jusqu’à l’arrivée du serpent et de le réveiller ensuite. Elle accepta, prit trois de ses cheveux, et le réveilla lorsque le serpent apparut. Ils se battirent. Seán Ruadh coupa la tête du serpent, mais elle repoussa instantanément. Le serpent de mer s’en alla, non sans leur dire qu’il reviendrait.
Le jour suivant, il revêtit les habits bleus du second géant et monta son cheval brun. Cependant, lorsqu’il arriva près du rivage, la princesse compara ses cheveux aux trois cheveux qu’elle avait gardés, et s’aperçut que c’était bien le même cavalier que la veille. Il trancha alors le serpent en deux, mais les deux moitiés se joignirent à nouveau et le serpent les prévint que le troisième jour personne ne pourrait sauver la princesse.
Le troisième jour, il revêtit les habits multicolores du troisième géant ainsi que ses bottes de verre bleues et monta son cheval roux. Quand il fut prêt, une servante lui dit que personne ne pourrait battre le serpent de mer ce jour-là ; le seul moyen d’y parvenir était de jeter la pomme marron qu’elle lui donna dans la gueule ouverte du serpent. Il la prit. À nouveau, la princesse le reconnut grâce à ses cheveux. Il jeta la pomme marron et le serpent de mer se liquéfia. La princesse empoigna ses bottes, l’une d’elles s’enleva et il dut la lui laisser.
De nombreux hommes se proclamèrent les vainqueurs du combat, mais un devin dit qu’ils devaient essayer la botte afin de trouver le vrai héros. Enfin, tous les hommes eurent essayé la botte, excepté le garçon vacher. On envoya vingt hommes pour le quérir, mais il les maîtrisa. On envoya vingt hommes de plus et ce fut la même chose. Finalement, le devin conseilla au roi d’y aller en personne et ce dernier parvint à convaincre Seán Ruadh de venir. La botte lui allait comme un gant. La princesse se jeta dans ses bras. On lui expliqua que les hommes se trouvant autour d’eux avaient tous prétendu avoir sauvé la princesse, alors il leur coupa tous la tête. Puis, il épousa la princesse lors d’un grand festin de noces et l’emmena avec lui sur les terres des géants.